# Balás Eszter (szobrász)
Balás Eszter (Budapest, 1947. április 9. –) magyar szobrász és képzőművész.

## Élete
1972-ben végezett a Magyar Képzőművészeti Főiskola szobrász szakán, azóta mint szabadúszó művész alkot.
Rendszeresen kiállít a hazai és külföldi csoportos kiállításokon. 27 egyéni kiállítása volt Magyarországon és külföldön. 20 köztéri szobra áll, ezek közül kettő Vietnámban, illetve Koreában. Portrékat és érmeket is készített, kisplasztikái különböző tematikákba sorolhatók.
A Magyar Szobrász Társaság alelnöke, majd vezetőségi tagja 1994 óta.

## Egyéni kiállításai (válogatás)
- 1976, 1977, 1981, 1982, 1989 Budapest
- 1980 Balassagyarmat
- 1986 Mohács
- 1987 Leányfalu

## Díjai (válogatás)
- 1976–1979 Derkovits-ösztöndíj
- 1976 a Római Magyar Akadémia ösztöndíja
- 1977 A Művelődési Minisztérium Nívódíja
- 1987 Salgótarjáni Tavaszi Tárlat díja
- 1989 Országos Portrébiennále, Hatvan díja
- 1991 Eötvös-ösztöndíj
- 1994 Munkácsy-díj

## Köztéri művei (válogatás)
- 1972 Relief, vörösréz, 120x80 cm, Budaörs, Mezőgép Tröszt Székháza
- 1973 Fríz, vörösréz, 1000x80 cm, Szombathely, Pamutipari Vállalat
- 1977 Kossuth Zsuzsa, bronz, 190 cm, Sárbogárd, Rendelőintézet
- 1983 Kígyó, műanyag, 1800x40cm, Nagykanizsa, Hevesi Sándor Általános Iskola
- 1984 Kislány madárral, kő, 160 cm, Kerekegyháza, Fő-tér
- Gábor Áron portré, bronz, 75 cm, Budapest, Bányászati és Kohászati Múzeum
- Katona Lajos portré, bronz, 60 cm, Budapest, Bányászati és Kohászati Múzeum